# الکساندر آندرونوف
 الکساندر آندرونوف (روسی: Алекса́ндр Алекса́ндрович Андро́нов؛ زاده ۱۱ آوریل ۱۹۰۱ درگذشته ۳۱ اکتبر ۱۹۵۲) یک فیزیک‌دان اهل روسیه بود.